# Yomba
Die Yomba, vollständiger Name  Yomba Shoshone Tribe of the Yomba Reservation, sind ein staatlich anerkannter Stamm der westlichen Shoshone. Sie leben überwiegend in der Yomba Reservation in Nye County, Nevada. Die Reservation umfasst etwa 4681 Acre im Tal des Upper Reese River. Sie ist in zwei Distrikte, den Upper und den Lower District, aufgeteilt, von denen jeder drei Mitglieder in das führende Stammesgremium, das Tribal Council, wählt.
Der Stamm konstituierte sich am 18. Juni 1934 nach dem Indian Reorganization Act. Anschließend erfolgten zwischen Juli 1937 und Februar 1941 vier Aufkäufe von nicht miteinander verbundenem Land, das zu vier Ranchen gehörte. 1939 gab sich der Stamm eine Satzung. Danach ist zur Mitgliedschaft ein Anteil von mindestens 50 % Shoshone-Blut erforderlich. Im Jahr 2014 hatte der Stamm 186 Mitglieder, von denen 114 in der Reservation lebten.
Die Ländereien des Stamms werden durch den Upper Reese River sowie von umliegenden, nicht zum Stammesland gehörenden Farmen bewässert.